# 론스타진드기
론스타진드기(lone star tick)는 아메리카 대륙에서 발견되는 진드기이다.
다른 진드기들과 마찬가지로 다양한 질병을 매개한다.
특히 론스타 진드기에 물리면 포유류 고기의 잠재적인 알레르기 항원인 갈락토스-α-1,3-갈락토스(α-gal) 알레르기가 유발될 수 있다. 이 알레르기가 생기면 고기를 먹으면 발진ㆍ호흡곤란ㆍ메스꺼움ㆍ구토ㆍ심장박동 증가나 특정 부위의 극심한 가려움증 등의 증상이 나타난다. 심할 경우 초과민성 쇼크로 사망할 수도 있다.